# Frank Butler
Pour les articles homonymes, voir Frank Butler (homonymie) et Butler.
Frank Butler est un batteur américain, né le 18 février 1928 à Kansas City (Missouri) et mort le 24 juillet 1984 à Ventura (Californie).

## Biographie
C'est à Kansas City où est installé sa famille que Frank Butler rencontre le jazz, et à Omaha (Nebraska), pendant sa scolarité, qu'il étudie la batterie. Il fait ses débuts à treize ans, se produisant avec des musiciens de Kansas City. En 1949, il est à San Francisco où il accompagne Billie Holiday puis Dave Brubeck, qui l'engage l'année suivante. Après un long séjour (1951-53) dans les Stardusters d'Edgar Hayes en compagnie de Curtis Counce, il constitue son propre groupe. Après un bref passage chez Duke Ellington (1954), il est engagé par Perez Prado (1955). De retour à Los Angeles, il collabore au groupe de Curtis Counce (1956-58) et, en free-lance, accompagne aussi bien Ben Webster, Big Miller, Jimmy Witherspoon que Helen Humes ou Art Pepper. Il codirige un groupe avec Curtis Amy (1961), forme son propre quintette (1962), travaille brièvement avec Miles Davis (1963) et joue le rôle de second batteur-percussionniste dans le groupe de John Coltrane (1965) avant d'être remplacé par Rashied Ali. Sa carrière connaît une série d'éclipses dues à des défaillances de santé liées à la toxicomanie. Ces problèmes surmontés, il revient épisodiquement à la scène dans les années 70.

## Style
Grand technicien, Frank Butler ne doit pas sa réputation à sa seule habileté. Son jeu est d'une extrême musicalité : précision de la frappe, contrôle des timbres et de la dynamique, nuance dans les ponctuations, organisation de rythmes composés, sens de la construction… Il sait faire varier l'intensité de son jeu et en modifier imperceptiblement le tempo pour aider des solistes à développer leurs improvisations (Summer Nights, pour le solo de piano de Victor Feldman, 1963). Quant à ses solos – où il combine frappe aux baguettes et frappe à mains nues − ils sont avant tout élaboration  et construction de formes. Sans tonitruer, Frank Butler a marqué l'emploi de la batterie dans le jazz moderne.
Travaillant surtout comme sideman, sa discographie en tant leader ne compte que deux albums.

## Discographie
- The Stepper, 1977
- Wheelin' and Dealin', 1978

Co-leader avec Curtis Amy
- Groovin' Blue (Pacific Jazz, 1961)

Avec Dolo Coker
- Dolo! (Xanadu, 1976)
- California Hard (Xanadu, 1976)
- Third Down (Xanadu, 1977)

Avec Curtis Counce
- The Curtis Counce Group (Contemporary, 1956)
- You Get More Bounce with Curtis Counce! (Contemporary, 1957)
- Carl's Blues (Contemporary, 1957)
- Sonority (Contemporary, 1957-8 [1989])
- Exploring the Future (Dooto, 1958)

Avec Miles Davis
- Seven Steps to Heaven (Columbia, 1963)

Avec Kenny Drew
- Home Is Where the Soul Is (Xanadu, 1978)
- For Sure! (Xanadu, 1978)

Avec Teddy Edwards
- Feelin's (Muse, 1974)

Avec Hampton Hawes
- For Real! (Contemporary, 1958 [1961])
- Bird Song (Contemporary, 1958 [1999])

Avec Elmo Hope
- Trio and Quintet|The Elmo Hope Quintet featuring Harold Land (Pacific Jazz, 1957)
- Elmo Hope Trio (Hifijazz, 1959)

Avec Fred Katz
- Fred Katz and his Jammers (Decca, 1959)

Avec Harold Land
- Harold in the Land of Jazz (Contemporary, 1958)
- The Fox (Hifijazz, 1959)

Avec Art Pepper
- Smack Up (Contemporary, 1960)
- Intensity (Contemporary, 1960)

Avec Ben Webster
- Ben Webster at the Renaissance (Contemporary, 1960 [1985])

Avec Phineas Newborn
- The Newborn Touch (Contemporary, 1964)